# Île de Jaina
L’île de Jaina est une petite île calcaire du golfe de la péninsule du Yucatán qui se situe dans l'actuel État mexicain de Campeche à environ 40 km au nord-est de la ville de Campeche et à 15 km au sud de l'île de Piedras.

## Le site
Elle abrite un site archéologique maya qui est un ancien lieu de sépulture de l'élite maya ; de fait, les recherches archéologiques y ont mis au jour de nombreuses figurines en céramique de grande qualité, qui ont été classées en trois phases : Jaina Phase I (600-800), Jaina Phase II (800-1000) et Phase Campeche (1000-1200).
Comme l'île dépasse à peine le niveau de la mer, les Mayas y ont amené des tonnes de terre calcaire et de pierres pour en élever le niveau. Au centre de l'île se trouve un centre civico-cérémoniel composé d'une place limitée par deux complexes pyramidaux, le Complexe Zacpool à l'ouest et le Complexe Zayosal à l'est. Autour de ce centre se trouvaient des habitations en matériaux périssables. C'est dans cette zone que l'on a trouvé près de 20 000 tombes. Les adultes, enveloppés dans un linceul, étaient enterrés en position fléchie dans des fosses; les petits enfants dans des jarres fermées par des coupes à trois pieds. Les inhumations étaient accompagnées d'offrandes : bijoux, pointes de silex, metates et manos ainsi que les figurines qui font la célébrité du site.

## Les statuettes

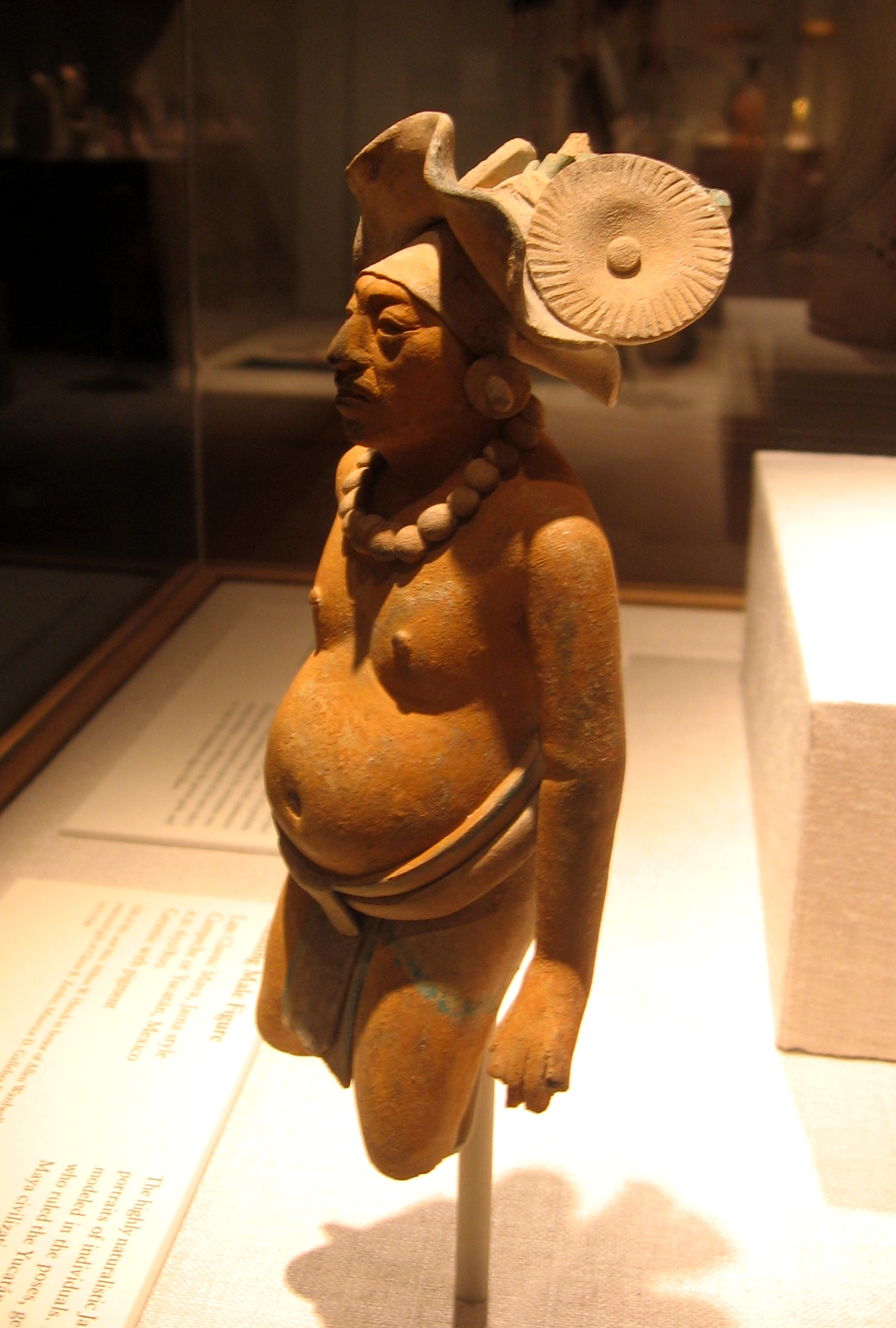
Figurine de Jaina représentant un homme (650-800).

Les statuettes d'argile de Jaina, par leur réalisme saisissant et la variété de leurs postures et de leurs expressions, font partie des chefs-d'œuvre de l'art. 
Les statuettes ont une hauteur qui varie de 12 à 25 centimètres. Les sculpteurs ont employé deux techniques pour les réaliser: le modelage et le moulage. Entre 500 et 800, on emploie la technique du modelage pour façonner des statuettes pleines aux détails exquis, chaque statuette étant une œuvre d'art unique. Entre 800 et 1000, on recourt au moulage, sans doute pour répondre à la demande. L'œuvre y perd en individualité et en expressivité. Ces statuettes creuses ont également pu servir comme hochets ou comme sifflets.
Les statuettes les plus connues représentent des individus, mais on trouve également des figurines d'animaux, de divinités dans un petit temple ou encore des figurines d'un type similaire à celui du Veracruz.central.
Les statuettes sont une mine d'informations, tant sur les caractéristiques physiques (déformations crâniennes, scarifications...) que sur l'habillement (les couvre-chefs sont d'une grande variété) ou les types sociaux (guerriers, prêtres..). Elles représentent en général des membres es classes supérieures. L'expressivité des visages et des postures ne reculant ni devant la laideur ni devant la souffrance a rendu certaines d'entre elles célèbres: un vieil homme ivre qui se frotte le menton ou un prisonnier soumis à la torture. Un certain nombre de statuettes - une douzaine - représentent un vieillard embrassant une jeune femme. Il est à noter que le nombre de représentations féminines est plus grand que dans n'importe quelle autre forme d'art maya.

## Galerie

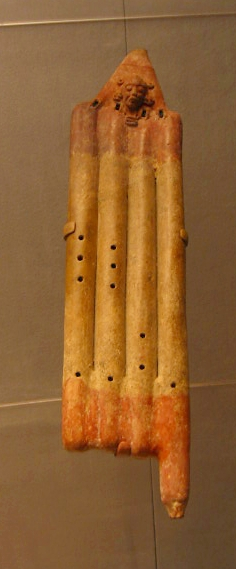
Flûte en céramique, avec tête miniature.
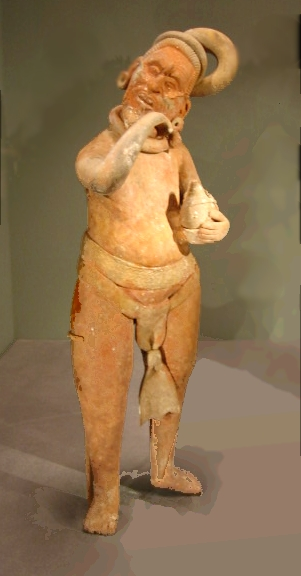
Ivrogne (400-800).
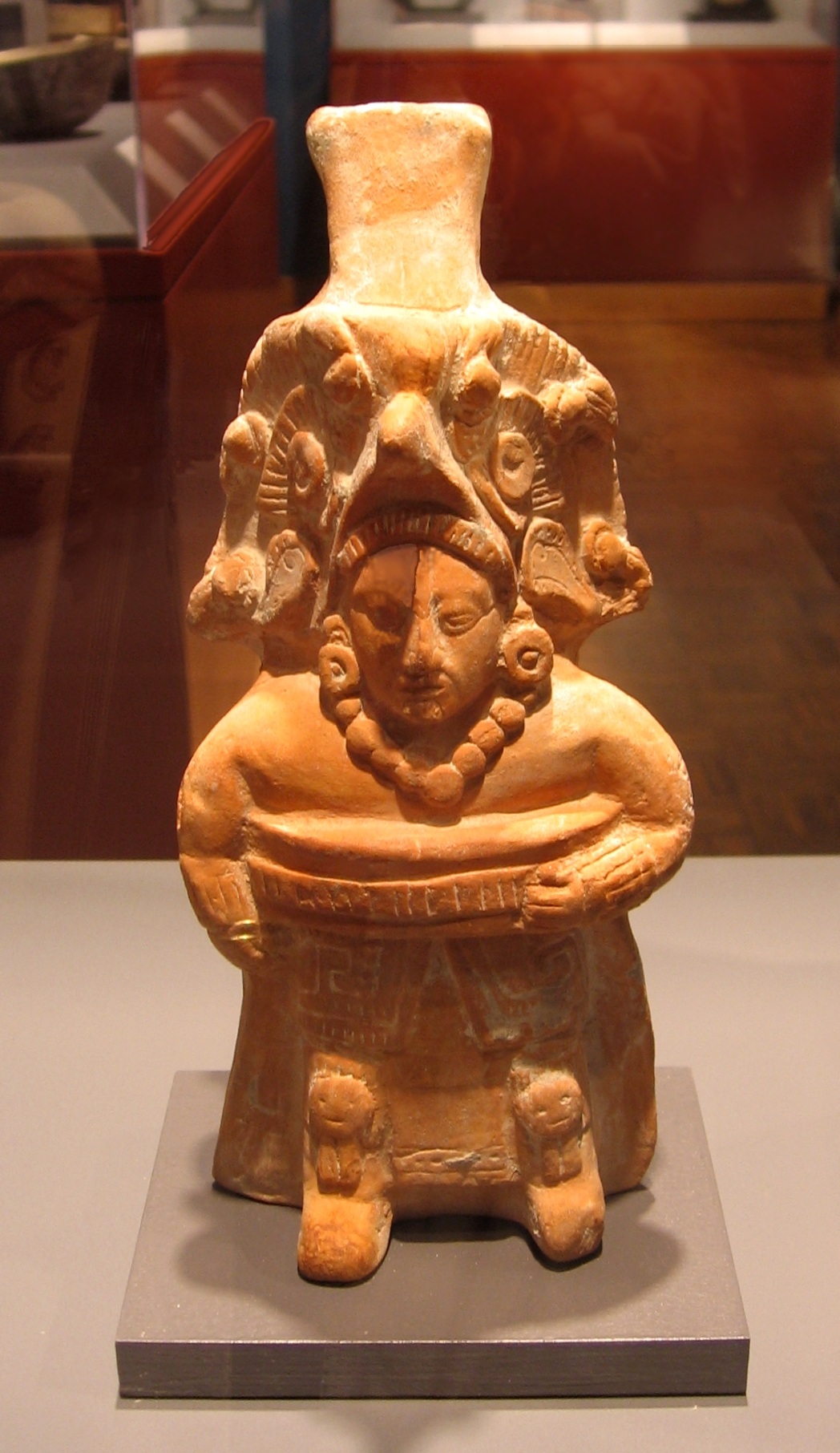
Le joug et les genouillères permettent d'identifier la représentation d'un joueur de balle. Cette céramique fonctionne aussi comme sifflet (600-900).
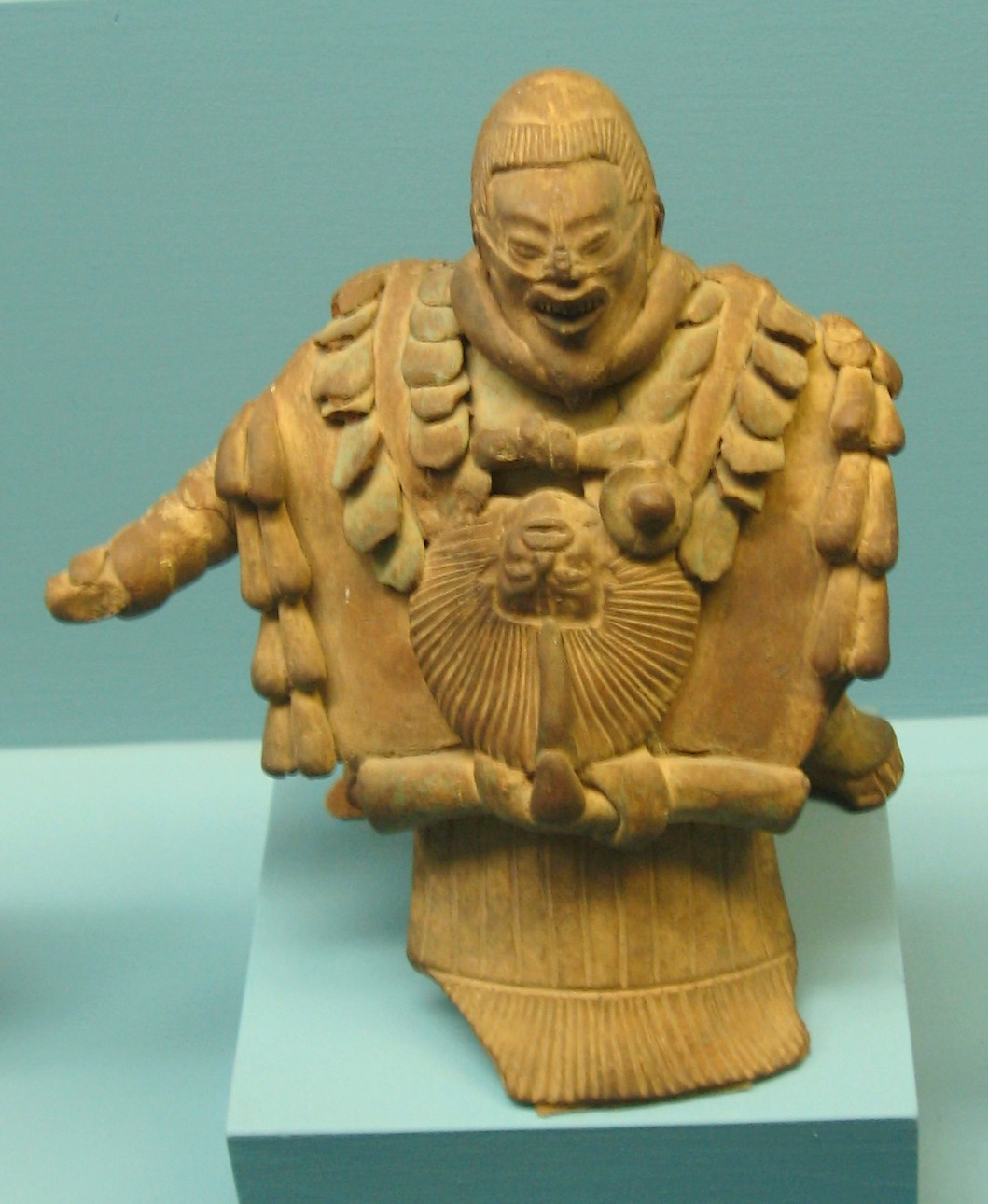
Figurine exposée à l'American Museum of Natural History de New York.
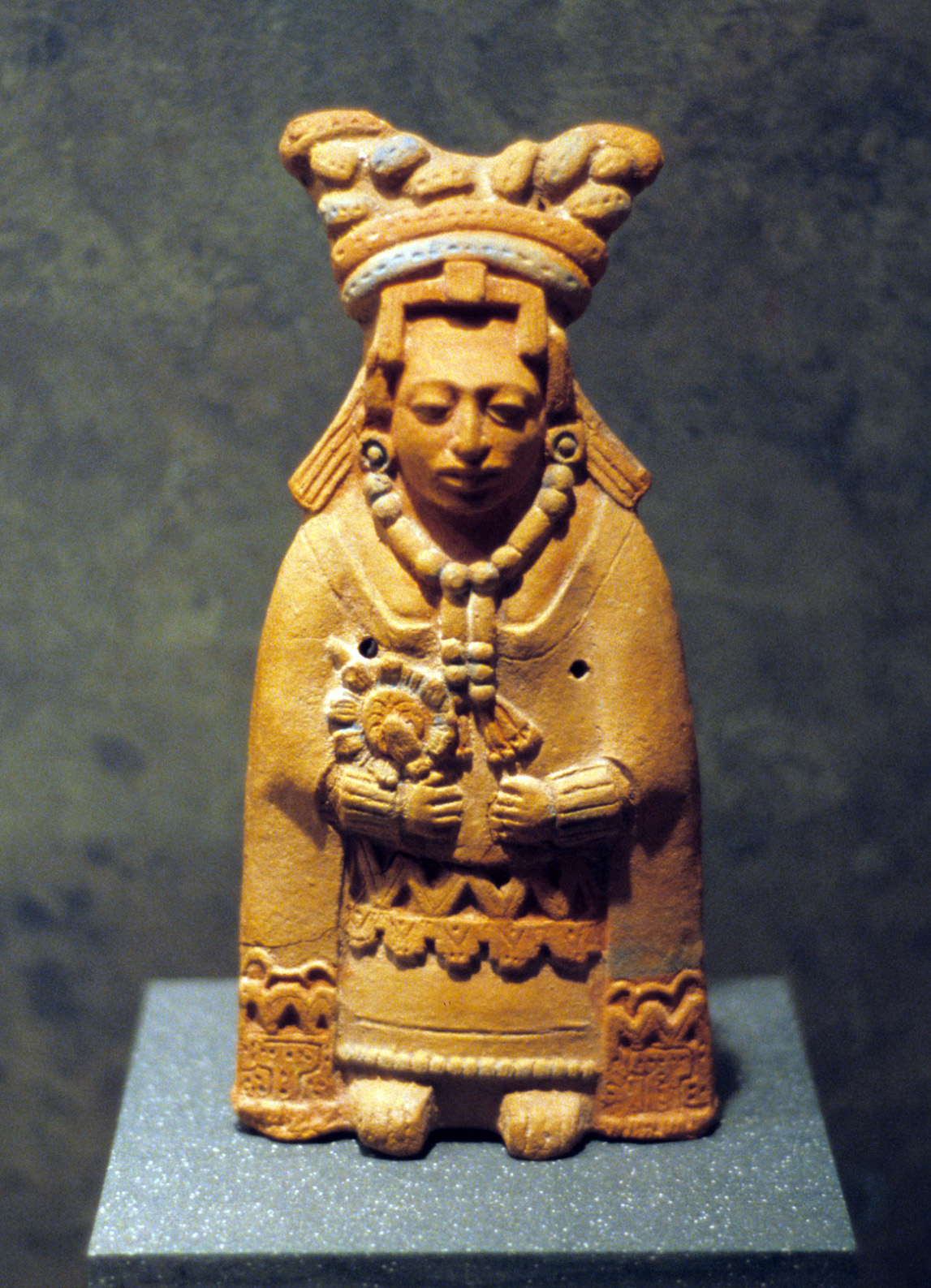
Autre figurine.
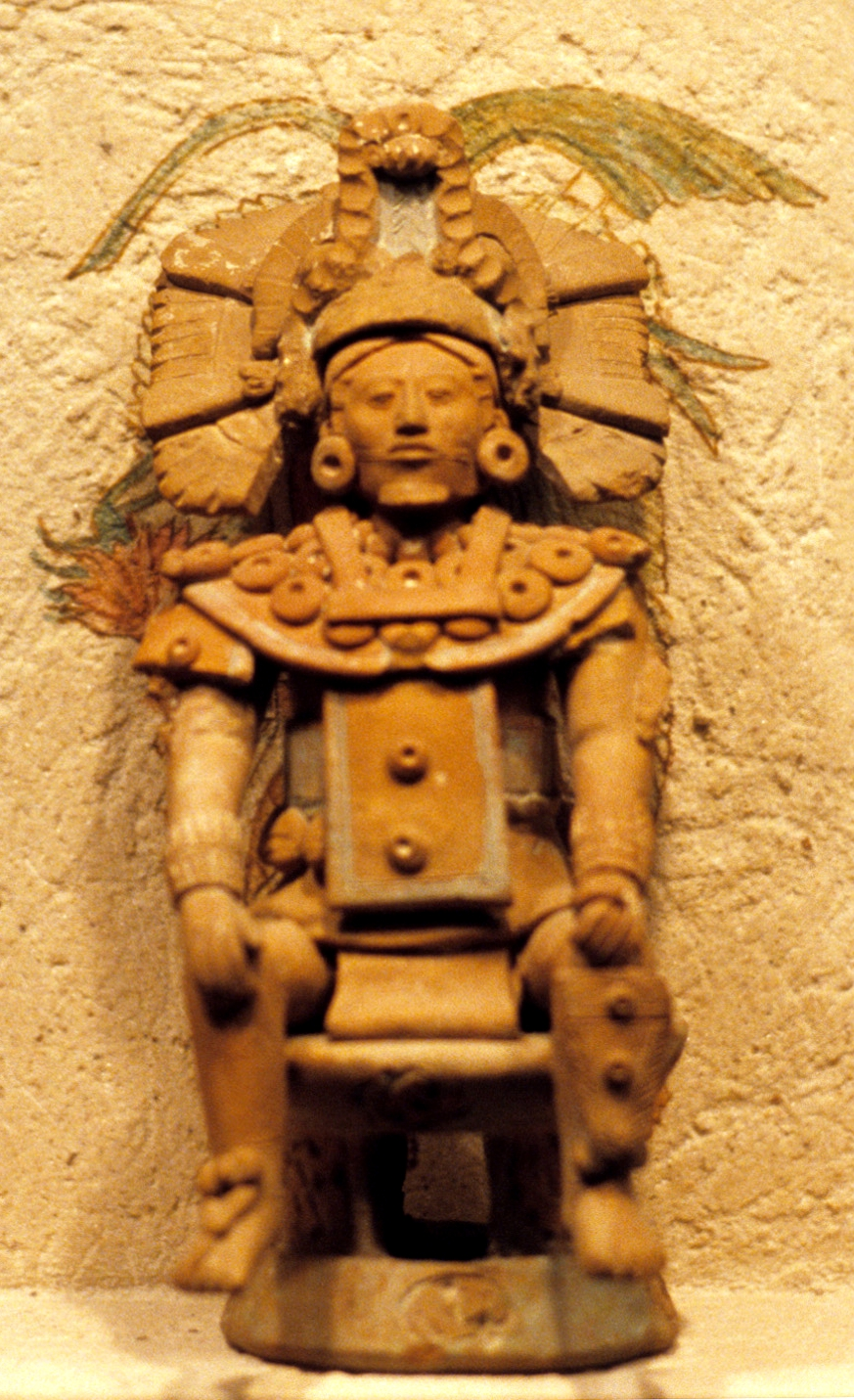
Autre figurine.
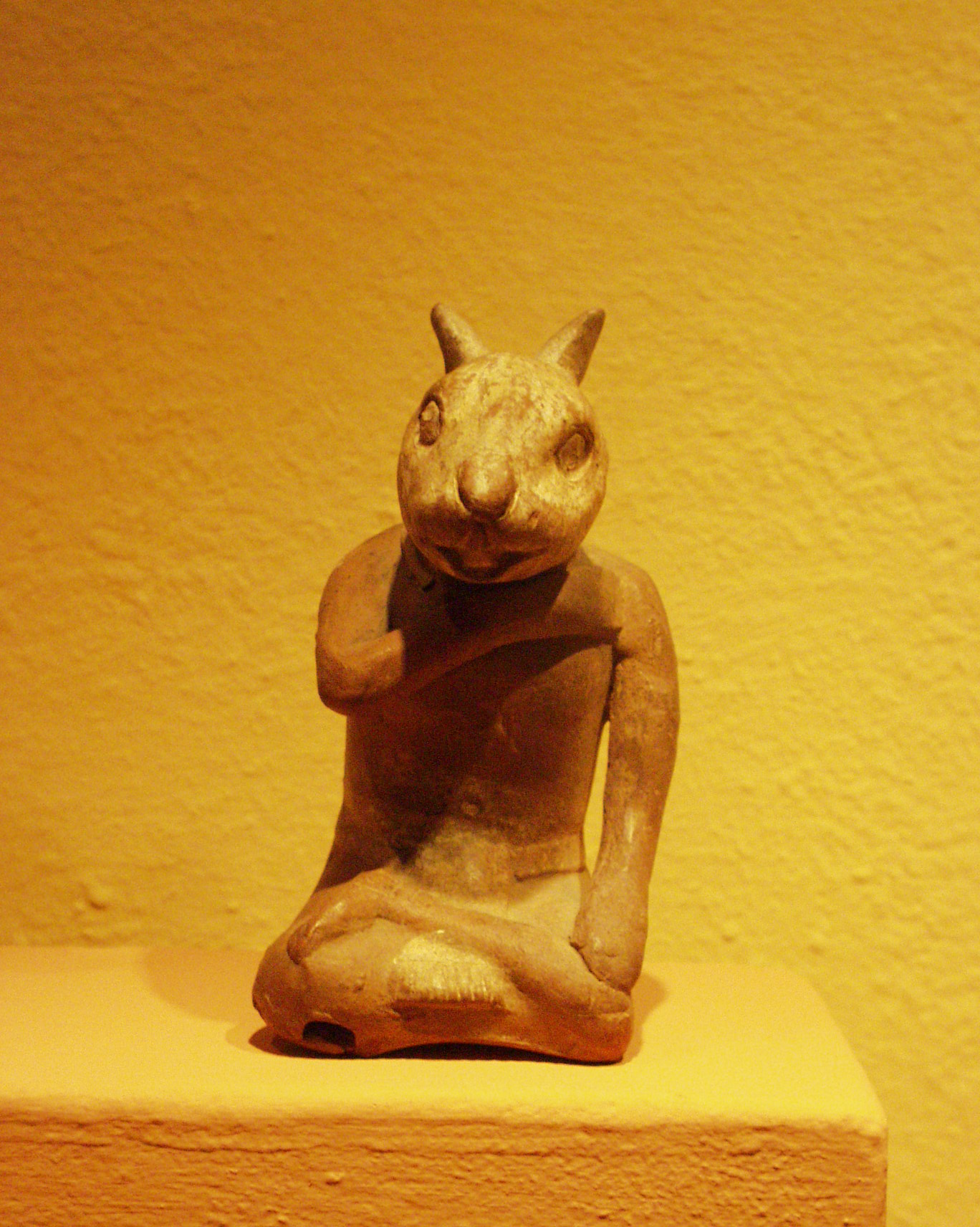
Statuette de chat (700).